# أندريه لاكروا (رجل أعمال)
أندريه لاكروا (بالفرنسية: André Lacroix)‏ هو شخصية أعمال فرنسي، ولد في 1960.